# Andrea Yates
Andrea Pia Yates (de soltera Kennedy; Hallsville, Texas, 2 de julio de 1964) es una exresidente de Houston, Texas, quien confesó haber ahogado a sus cinco hijos en la bañera el 20 de junio de 2001. Había estado sufriendo por algún tiempo  depresión postparto muy severa, psicosis posparto y esquizofrenia. Durante su juicio estuvo representada por el abogado de defensa criminal de Houston George Parnham. Chuck Rosenthal, el fiscal de distrito en el condado de Harris solicitó para ella la pena de muerte en el juicio que se celebró en 2002. Su caso colocó a las Reglas de M'Naghten, junto con la prueba de impulso irresistible, una prueba legal de cordura, bajo la atención muy cercana del público en los Estados Unidos. Fue declarada culpable de asesinato capital, pero el jurado rechazó la opción de pena de muerte. Fue sentenciada a cadena perpetua con la posibilidad de libertad condicional después de 40 años. El veredicto fue revocado en apelación, a la luz del falso testimonio de uno de los testigos que era un experto psiquiatra.
El 26 de julio de 2006, un jurado de Texas en un nuevo juicio determinó que Yates no era culpable en razón a su locura. En consecuencia, el tribunal la envió al Hospital Estatal del Norte de Texas, Vernon Campus, un centro de salud mental de alta seguridad en Vernon, donde recibió tratamiento médico y fue compañera de cuarto de Dena Schlosser, otra mujer que había cometido infanticidio al matar a su pequeña hija en enero de 2007. Fue trasladada a un hospital psiquiátrico estatal de baja seguridad en Kerrville, el hospital estatal de Kerrville.

## Antecedentes
Andrea Kennedy nació el 2 de julio de 1964, en Hallsville, Texas, la menor de los cinco hijos de Jutta Karin Koehler, una inmigrante alemana, y Andrew Emmett Kennedy, cuyos padres eran inmigrantes irlandeses. Sufrió de bulimia durante su adolescencia. También sufrió depresión, y a los 17 años habló con un amigo sobre el suicidio.
Se graduó de Milby High School en 1982. Era la mejor estudiante de la clase, capitana del equipo de natación y oficial de la Sociedad Nacional de Honor.
Yates completó un programa de pre-enfermería de dos años en la Universidad de Houston y se graduó en la Escuela de Enfermería de la Universidad de Texas. Desde 1986 hasta 1994 trabajó como enfermera registrada en el MD Anderson Cancer Center de la Universidad de Texas. En el verano de 1989 conoció a Russell "Rusty" Yates en los Apartamentos Sunscape en Houston. Pronto se mudaron juntos y se casaron el 17 de abril de 1993.
Anunciaron que "buscarían tener tantos bebés como la naturaleza lo permitiera " y compraron una casa de cuatro habitaciones en Friendswood, Texas. Su primer hijo, Noah, nació en febrero de 1994, justo antes de que Rusty aceptara una oferta de trabajo en Florida, por lo que se trasladaron a un pequeño remolque en Seminole. En el momento del nacimiento de su tercer hijo, Paul, se mudaron a Houston y compraron una casa rodante GMC.
Después del nacimiento de su cuarto hijo, Luke, Andrea se deprimió. El 16 de junio de 1999, Rusty la encontró temblando y mordiéndose los dedos. Al día siguiente, intentó suicidarse con una sobredosis de píldoras. Fue ingresada en el hospital y le recetaron antidepresivos. Poco después de darle de alta, le rogó a Rusty que la dejara morir mientras sostenía un cuchillo contra su cuello. Una vez más hospitalizada, le trataron con un cóctel de medicamentos, incluido Haldol, un medicamento antipsicótico. Su condición mejoró de inmediato y se lo recetaron al darle el alta médica. Después de eso, Rusty trasladó a la familia a una pequeña casa por el bien de la salud de su esposa. En aquellos momentos ella se encontraba estable.
En julio de 1999, Andrea sufrió un ataque de nervios, que culminó con dos intentos de suicidio y dos hospitalizaciones psiquiátricas ese verano. Fue diagnosticada de psicosis posparto.
La primera psiquiatra de Andrea, la Dra. Eileen Starbranch, testificó que les instó a ella y a Rusty a no tener más hijos, ya que el tener más "garantizaría una futura depresión psicótica". Concibieron a su quinto y último hijo aproximadamente 7 semanas después de su alta. Dejó de tomar Haldol en marzo de 2000 y dio a luz a su hija, Mary, el 30 de noviembre de 2000. Parecía estar bien hasta la muerte de su padre el 12 de marzo de 2001.
Luego, Andrea dejó de tomar medicamentos, se autolesionó y leía la Biblia febrilmente. Dejó de alimentar a Mary. Quedó tan incapacitada que requirió hospitalización inmediata. El 1 de abril de 2001 quedó bajo el cuidado del Dr. Mohammed Saeed. Fue tratada y dada de alta. El 3 de mayo de 2001, volvió a degenerar en un estado "casi catatónico" y llenó la bañera a mitad del día; Más tarde confesaría a la policía que había planeado ahogar a los niños ese día, pero que después había decidido no hacerlo en ese momento. Fue hospitalizada al día siguiente después de una visita médica programada; su psiquiatra determinó que probablemente intentaba suicidarse y que había llenado la bañera para ahogarse.

## Asesinatos
En el momento de los asesinatos, la familia vivía en el suburbio de Houston de Clear Lake City. El 20 de junio de 2001, Rusty se fue a trabajar, dejándola sola con los niños en contra de las instrucciones del Dr. Saeed de supervisarla durante todo el día. Rusty había quedado con su madre, Dora Yates, para que esta llegara una hora más tarde y se hiciera cargo de ella. En el espacio de esa hora, Andrea ahogó a los cinco niños.
Comenzó con John, Paul y Luke, y luego los dejó en su cama. Luego ahogó a Mary, a quien dejó flotando en la bañera. Noah entró y preguntó qué le pasaba a Mary. Luego salió corriendo, pero pronto lo atrapó y le ahogó también. Le dejó flotando en la bañera y puso a Mary en los brazos de John en la cama. Luego llamó a la policía repetidamente diciendo que necesitaba un oficial, pero no dijo por qué. Después llamó a Rusty y le dijo que volviera a casa de inmediato.

## Juicios
Andrea confesó haber ahogado a sus hijos. Antes de su segundo juicio, le dijo al Dr. Michael Welner que esperó a que Rusty se fuera a trabajar esa mañana antes de llenar la bañera porque sabía que él habría evitado que los lastimara. Después de los asesinatos, la policía encontró al perro de la familia encerrado; Rusty le dijo a Welner que normalmente estaba suelto, y que así era cuando salió de la casa esa mañana, lo que llevó al psiquiatra a alegar que ella lo encerró en una jaula para evitar que interfiera con la muerte de los niños. Rusty consiguió que un amigo de la familia, George Parnham, actuara como su abogado.
Aunque el testimonio experto de la defensa acordó que Andrea era psicótica, la ley de Texas requiere que, para afirmar con éxito la defensa de locura, el acusado debe probar que la persona no podía discernir lo correcto de lo incorrecto en el momento del delito. En marzo de 2002, un jurado rechazó la defensa de locura y la encontró culpable. Aunque la fiscalía había solicitado la pena de muerte, el jurado rechazó esa opción. El tribunal de primera instancia la sentenció a cadena perpetua en el Departamento de Justicia Criminal de Texas con elegibilidad para libertad condicional en 40 años.
El 6 de enero de 2005, un Tribunal de Apelaciones de Texas revocó las condenas, porque el psiquiatra y testigo de la acusación de California, el Dr. Park Dietz, admitió que había dado un testimonio materialmente falso durante el juicio. En su testimonio, Dietz había declarado que poco antes de los asesinatos, se emitió un episodio de Ley y orden en el que una mujer que había ahogado a sus hijos fue absuelta de asesinato por razón de locura. La autora, y más tarde profesora de la Universidad de Yale, Suzanne O'Malley, cubría el juicio para O: The Oprah Magazine, The New York Times Magazine, The New York Times Magazine y NBC News. Anteriormente había sido guionista de Ley y orden e inmediatamente informó de que no existía tal episodio. Dos años después, en 2004, Law & Order: Criminal Intent emitió el episodio "Magnificat", basado en parte en el caso de Andrea Yates. El tribunal de apelaciones sostuvo por unanimidad que el jurado podría haber sido influenciado por el falso testimonio de Dietz y, por lo tanto, era necesario un nuevo juicio. El 9 de enero de 2006, Andrea nuevamente se declaró inocente por razón de locura. El 1 de febrero de 2006, se le concedió la libertad bajo fianza con la condición de que fuera admitida en un centro de tratamiento de salud mental.
El 26 de julio de 2006, después de tres días de deliberaciones, Andrea fue declarada no culpable por razón de locura, según lo definido por el estado de Texas. Posteriormente ella se comprometió a ser internada en el North Texas State Hospital-Vernon Campus. En enero de 2007, la trasladaron al Kerrville State Hospital, un centro mental de baja seguridad en Kerrville, Texas.
Aunque los psiquiatras de los fiscales estatales de Texas y sus abogados defensores acordaron que estaba gravemente enferma mentalmente de una enfermedad psicótica en el momento en que mató a sus hijos, el estado de Texas afirmó que, por definición legal, era lo suficientemente consciente como para juzgar sus acciones como correctas o incorrectas a pesar de su defecto mental. La fiscalía implicó además la venganza conyugal como motivo de los asesinatos, a pesar de la conclusión de los expertos de la defensa de que no había evidencia para respaldar tal motivo. Aunque el jurado original creía que Andrea era legalmente consciente de sus acciones, no estaban de acuerdo en que su motivo fuera la venganza conyugal.

### Rusty Yates
Según el testimonio en el juicio de 2006, el Dr. Saeed aconsejó a Rusty, un exingeniero de la NASA, que no dejara a Andrea sin supervisión. Sin embargo, comenzó a dejarla sola con los niños en las semanas previas a los ahogamientos por cortos períodos de tiempo, aparentemente para mejorar su independencia. Había anunciado en una reunión familiar el fin de semana anterior a los ahogamientos que había decidido dejarla sola en casa durante una hora cada mañana y tarde, para que no se volviera totalmente dependiente de él y de su madre en sus responsabilidades maternas.
El hermano de Andrea, Brian Kennedy, le dijo a Larry King en una transmisión de Larry King Live de CNN que Rusty le expresó en 2001 mientras la llevaba al centro de tratamiento de Devereux que todas las personas deprimidas necesitaban una "patada rápida en los pantalones" para motivarlos. Su madre, Jutta Kennedy, expresó inquietud cuando se enteró del plan de Rusty mientras estaba en la reunión con ellos, diciendo que Andrea no estaba lo suficientemente estable como para cuidar a los niños. Su madre se había dado cuenta de que Andrea no estaba en su sano juicio cuando casi ahogó a Mary al tratar de alimentarla con comida sólida.
Según los escritores Suzy Spencer y Suzanne O'Malley, quienes investigaron la historia con gran detalle, el Dr. Saeed no se enteró de que Andrea no estaba supervisada constantemente hasta que llamó a Rusty mientras veía las noticias de última hora de los asesinatos. La primera psiquiatra de Andrea, la Dra. Eileen Starbranch, dijo que se sorprendió de incredulidad cuando, durante una visita de la pareja al consultorio, expresaron su deseo de no continuar con la medicación para que pudiera quedar embarazada nuevamente. Ella les advirtió y les aconsejó que no tuvieran más hijos, y señaló en el informe médico dos días después: "¡Aparentemente, la paciente y su esposo planean tener tantos bebés como la naturaleza lo permita! Esto garantizará seguramente una futura depresión psicótica". Sin embargo, Andrea quedó embarazada de su quinto hijo, Mary, solo 7 semanas después de ser dada de alta de los cuidado de la Dra. Starbranch el 12 de enero de 2000.
Rusty declaró a los medios de comunicación que los psiquiatras nunca le dijeron que su esposa era psicótica ni que podía dañar a los niños, y que, de haber sabido lo contrario, nunca habría tenido más hijos. "'Si hubiera sabido que ella era psicótica, nunca hubiéramos considerado tener más hijos', le dijo al Observador de Dallas". Sin embargo, Andrea le reveló a su psiquiatra de la prisión, la Dra. Melissa Ferguson, que antes de tener su último hijo, "le había dicho a Rusty que no quería tener relaciones sexuales porque la Dra. Starbranch había dicho que podría lastimar a sus hijos". Rusty, dijo, simplemente afirmó sus creencias religiosas procreadoras, la felicitó por ser una buena madre y la convenció de que podía cuidar de más hijos.
 

O'Malley destacó la continua sensación de irrealidad de Rusty con respecto a tener más hijos: 
 Durante el juicio, había mantenido la posición de que Andrea era inocente. Rusty tenía fantasías de tener más hijos con ella después de que fuera tratada con éxito en un centro de salud mental y dada de alta con la medicación adecuada. Pensaba que una maternidad subrogada y una adopción podían ser soluciones para sus dañadas vidas, (horrorizando a su familia, abogados y psiquiatras de Houston) antes de rendirse a la realidad. 

### Comunidad médica
Rusty sostuvo que, como psiquiatra, el Dr. Saeed era responsable de reconocer y tratar adecuadamente la psicosis de Andrea, no una persona médicamente inexperta como él.
 

Rusty afirmó que el Dr. Saeed se había negado a que su esposa continuara con su régimen de antipsicóticos Haldol, el tratamiento que le había funcionado durante su primer colapso en 1999. 
 La verdadera pregunta para mí es: ¿cómo pudo haber estado tan enferma y que la comunidad médica no la diagnosticara, no la tratara y obviamente no protegiera a nuestra familia de ella?... Rusty testificó que él nunca supo que Andrea había tenido visiones y oía voces; dijo que nunca supo que ella había pensado en matar a los niños. Tampoco el Dr. Saeed, a pesar de que en el historial médico de 1999 podría haber encontrado los delirios... recetó a regañadientes Haldol, la misma medicina que funcionó en el cóctel de medicinas que Andrea había tomado en 1999. Pero después de unas semanas, la dejó que no tomara el medicamento, citando sus preocupaciones sobre los efectos secundarios... aunque su enfermedad pareció empeorar dos días antes de los ahogamientos. Cuando Rusty la llevó al consultorio del Dr. Saeed, testificó, el médico se negó a seguir con el Haldol por más tiempo o a ingresarla en el hospital.
 Agregó que su esposa estaba demasiado enferma para ser dada de alta de su último ingreso en el hospital en mayo de 2001. Dijo que notó que el personal del hospital bajaba la cabeza como si estuviera apenado y avergonzado, volviéndose sin decir nada. El hospital no tuvo otra opción que darle el alta debido a que su seguro de hospitalización psiquiátrica solo contemplaba una estancia de diez días.

### Antidepresivos e ideas homicidas
Rusty y su familia biológica alegaron que una combinación de antidepresivos recetados incorrectamente por el Dr. Saeed en los días previos a la tragedia fue responsable del comportamiento violento y psicótico de Andrea. "Esta estaba tomando 450 mg de Effexor (clorhidrato de venlafaxina), entre otros medicamentos, y en su opinión, estaba muy sobremedicada". El psiquiatra dijo que reduciría el Effexor de 450 mg a 300 mg. Ella protestó y citó su propia extensa investigación sobre el antidepresivo. Dijo que había leído que no debería reducirse en más de 75 mg cada tres o cuatro días, no en 150 mg en un día".
Según el Dr. Moira Dolan, director ejecutivo de la Red de Responsabilidad Médica, la "ideación homicida" estaba en la etiqueta de advertencia del medicamento antidepresivo Effexor como un evento adverso raro, en 2005. Andrea, dijo, había estado tomando 450 mg, el doble de la dosis máxima recomendada, durante un mes antes de matar a sus hijos. Dolan revisó su historial médico a pedido de Rusty. "Andrea había recibido Effexor en dosis variables desde poco después de su primer intento de suicidio en 1999", dijo Dolan, quien revisó los historiales médicos de Andrea después de su primer juicio a pedido de Rusty. Un mes antes de los asesinatos, su dosis diaria había aumentado a 450 miligramos, el doble de la dosis máxima recomendada, dijo Dolan".
La Dra. Lucy Puryear, una testigo experta contratada por el equipo de la defensa de Andrea, contrarrestó la exposición del doctor Dolan con respecto a la administración de antidepresivos a Andrea, diciendo que las dosis prescritas por el Dr. Saeed no eran infrecuentes en la práctica y no tenían nada que ver con su psicosis reemergente. Sugirió más bien que su psicosis había vuelto como resultado de que su médico había eliminado el Haldol dos semanas antes. La forma oral de haloperidol (Haldol) tarda de 4 a 6 días después de la interrupción en alcanzar un nivel plasmático terminal de menos de 1.5%, que es un estándar médico para cuando se ha producido la eliminación "completa" del cuerpo de un medicamento.

### Influencias religiosas
Los medios de comunicación alegaron que Michael Woroniecki, un predicador itinerante a quien Rusty había conocido mientras asistía a la Universidad de Auburn, tenía cierta responsabilidad en las muertes debido a su mensaje de "fuego y azufre" y ciertas enseñanzas encontradas en su boletín The Perilous Times que la familia habían recibido en ocasiones. y que se mostró en el juicio.
A raíz de su nuevo juicio y del veredicto de locura en 2006, el periodista de televisión Chris Cuomo dijo en ABC Primetime que: "Las ilusiones [de Andrea Yates] fueron alimentadas por las creencias religiosas extremas de un extraño e itinerante predicador callejero llamado Michael Woroniecki..." Tanto Rusty Yates como Michael Woroniecki rechazaron estas acusaciones.
Rusty dijo que la relación de su familia con los Woronieckis no era tan cercana y que Woroniecki no le causó los delirios. Woroniecki sostuvo que su correspondencia con ellos era con la intención de ayudarlos a fortalecer su matrimonio y a encontrar el amor que él decía que su propia familia había encontrado en Jesús. Ambos hombres determinaron que la supuesta conexión entre su mensaje y el estado estado mental de Andrea no era "nada más que una ficción creada por los medios".
Mientras estaba en prisión, Andrea declaró que había estado pensando en matar a los niños durante dos años, y agregó que creía que sus hijos pensaban que no era una buena madre y afirmó que se estaban desarrollando de manera inadecuada. Le dijo a su psiquiatra en la cárcel: "Fue el séptimo pecado mortal. Mis hijos no eran justos. Tropezaron porque yo era malvada. Por la forma en que los criaba, nunca podrían salvarse. Estaban condenados a perecer en el fuego del infierno". También le dijo a su psiquiatra de la cárcel que Satanás había influido en sus hijos y los había hecho más desobedientes.

## Divorcio
En agosto de 2004, Rusty solicitó el divorcio, afirmando que él y Andrea no habían vivido juntos como una pareja casada desde el día de los asesinatos. El divorcio se concedió el 17 de marzo de 2005, después de lo cual Rusty comenzó a salir con su segunda esposa, Laura Arnold. Se casaron el 25 de marzo de 2006 y tuvieron un hijo. Ella solicitó el divorcio en 2015.